# Laufzeit (Zeitschrift)
LAUFZEIT ist eine zweimonatlich in Deutschland, Österreich, der Schweiz und Luxemburg erscheinende Laufsport-Zeitschrift. Sie wurde 1990 in Berlin gegründet und wendet sich sowohl an Einsteiger als auch an Wettkampfläufer.
Themen und Rubriken sind Berichte und Ergebnisse von Laufveranstaltungen, Marktübersichten, Tests von Laufschuhen, Sportgeräten und -bekleidung. Hinzu kommen Trainingshinweise, Ernährungs- und Gesundheitstipps. Der Kalender „Laufjahr“ mit Laufterminen erschien bis 2020 in der Januar-Ausgabe. Per Umfrage wurden die 10 schönsten Läufe des Jahres gewählt.
Nach der Fusion mit der Zeitschrift Condition erscheint sie seit September 2014 unter dem Namen LAUFZEIT&CONDITION. 
Seit der Ausgabe 1/2020 erscheint die Zeitschrift wieder unter ihrem ursprünglichen Namen LAUFZEIT in einem überarbeiteten Layout.